# Abronia fimbriata
Espèce
Synonymes
- Barissia fimbriata Cope, 1884

Statut de conservation UICN

 EN B1ab(iii) : En danger
Abronia fimbriata est une espèce de sauriens de la famille des Anguidae.

## Répartition
Cette espèce est endémique du Guatemala. Elle se rencontre ans les départements de Baja Verapaz et d'Alta Verapaz de 1 400 à 2 100 m d'altitude dans la Sierra de las Minas et la Sierra de Xucaneb.

## Publication originale
- Cope, 1885 "1884" : Twelfth contribution to the herpetology of tropical America. Proceedings of the American Philosophy Society, vol. 22, p. 167-194 (texte intégral).